# Gonatocerus virlai
Gonatocerus virlai is een vliesvleugelig insect uit de familie Mymaridae. De wetenschappelijke naam is voor het eerst geldig gepubliceerd in 2007 door Triapitsyn, Logarzo & León.